# بنجامين فاين
بنجامين فاين (بالإنجليزية: Benjamin Fine)‏ هو صحفي أمريكي، ولد في 1905، وتوفي في 16 مايو 1975.